# Девитт, Майкл
Майкл Девитт (ирл. Mícheál Mac Dáibhéid; 25 марта 1846[…], Стрейд, Коннахт — 30 мая 1906, Дублин) — ирландский республиканец, националистический аграрный агитатор, вдохновитель Махатмы Ганди, общественный деятель, профсоюзный лидер, журналист, политик гомруля и член парламента (MP), который основал Ирландскую национальную земельную лигу .

## Биография
Когда Майкл Девитт был ещё ребёнком, отец его, мелкий фермер, был выселен из фермы по произволу лэндлорда. Этот факт произвел на юношу сильное впечатление и послужил первым толчком к определению его будущего призвания. Он посвятил всю жизнь борьбе за поземельную реформу и политическую независимость Ирландии.
В 1865 году Девитт присоединился к Ирландскому Республиканскому Братству (IRB), которое имело сильную поддержку среди рабочих ирландских иммигрантов. Вскоре он стал частью внутреннего круга локальной группы.
11 февраля 1867 года Девитт участвовал в неудавшемся налете на замок Честер, чтобы получить оружие перед восстанием фениев, но уклонился от поимки. В области Хаслингден он помог организовать оборону католических церквей против протестантских атак в 1868 году. Вскоре, 14 мая 1870 года, он был арестован на вокзале Паддингтон в Лондоне, ожидая поставку оружия. Он был признан виновным в государственной измене и приговорен к 15 годам каторги. Его держали в одиночной камере и с ним крайне жестоко обращались во время нераспределенной части срока. В тюрьме он сделал вывод, что народное право собственности на землю — единственное решение проблем Ирландии.
Девитт был выпущен (наряду с другими политическими заключенными) 19 декабря 1877 года, после семи с половиной лет срока.
Многие люди в западной части Ирландии страдали от голода 1879 года, третьего подряд неурожайного на картофель года. Девитт организовал большой митинг, на котором присутствовало от 4000 до 13000 человек в Айриштауне, графство Майо, 20 апреля. Девитт сам не присутствовал на заседании, предположительно потому, что он не хотел рисковать и вновь попадать в тюрьму в Англии. Он строил планы огромной агитационной кампании по снижению арендной платы. Локальной целью был римско-католический священник, который угрожал выселить своих жильцов. Кампания неплатежей оказывала на него давление, и привела к отмене выселения и уменьшению арендной платы на 25 %.
Одним из мероприятий, проведённых осенью 1880 года Земельной лигой, была кампания остракизма капитана Чарльза Бойкота. Этот инцидент привёл Бойкота к отъезду из Ирландии в декабре и ввёл понятие «бойкот». В 1881 Девитт был снова заключен в тюрьму за откровенные речи, в которых он называл «печально известным лжецом» Уильяма Эдварда Фостера. Его досрочное освобождение было отменено, и он был отправлен в тюрьму Портленда.
Женился в 1886 году на уроженке Мичигана (родилась в 1861 году) Мэри, в 1887 году посетил Уэльс для поддержки земельной агитации.

## Память
В родном городе Майкла, Стрейде, есть музей, посвящённый его жизни и творчеству. Над его могилой поставлен кельтский крест со словами «Блажен, кто алчет и жаждет справедливости, он должен получить своё» (Blessed is he that hungers and thirsts after justice, for he shall receive it). В Хаслингдене воздвигнут бронзовый памятник.

## В культуре
Девитту посвящён роман 1882 года Uncle Pat’s Cabin; он упоминается в «Портрете художника в юности» Джеймса Джойса, а в 1996 году Энди Ирвин в его честь записал песню Forgotten Hero.

## Публикации
- Michael Davitt, The Prison Life of Michael Davitt (1878)
- Michael Davitt, Leaves from a Prison Diary (2 vols) (1885)
- Michael Davitt, Defence of the Land League (1891)
- Michael Davitt, Life and Progress in Australasia (1898)
- Michael Davitt, Within the Pale, The True Story of Anti-Semitic Persecutions in Russia (1903)
- Michael Davitt, Boer fight for freedom (1904)
- Michael Davitt, The Fall of Feudalism in Ireland (1904) ISBN 1-59107-031-7
- Michael Davitt, Collected Writings, 1868—1906 Carla King (2001) ISBN 1-85506-648-3
- Michael Davitt, The «Times»-Parnell Commission: Speech delivered by Michael Davitt in defence of the Land League (1890)
- Irish Political Prisoners, Speeches of John O’Connor Power M.P., in the House of Commons on the Subject of Amnesty, etc., and a Statement by Mr Michael Davitt, (ex-political prisoner) on Prison Treatment (March, 1878)